# مینرالنیه وودی
شهر مینرالنیه وودی (به روسی: Минеральные Воды) در کشور روسیه و در کرای استاوروپول واقع شده‌است.

## جستارهای وابسته

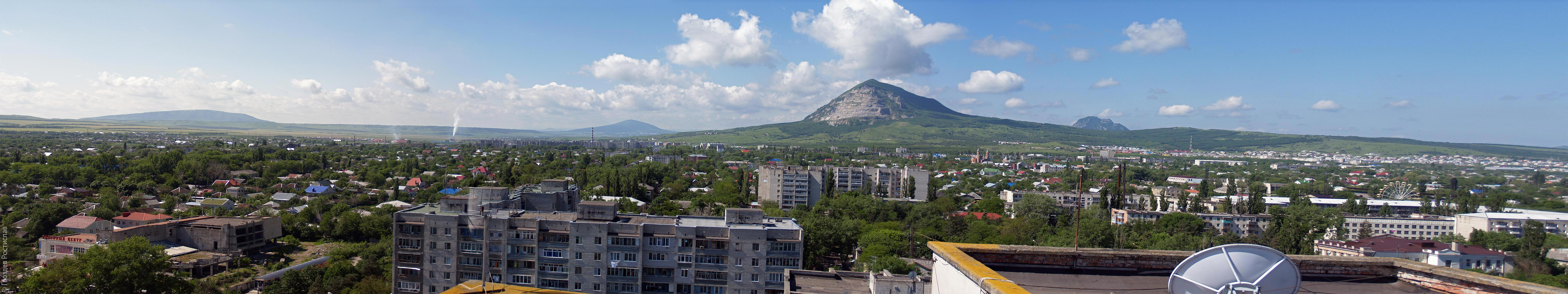